# テオドラス・キイェヴィシュキス
テオドラス・キイェヴィシュキス（リトアニア語: Teodoras, 14世紀）は、キエフ公でブトヴィーダスの息子でリトアニア大公ゲディミナスの弟である。テオドラスの生涯に関しては僅かに一組の短い記述が残っているだけである。

## 生涯
1320年代初頭にゲディミナスはイルピン川の戦いでキエフ公スタニスワフに対して勝利を収めて街を占領した。同じくキエフを欲していたタタールは1324年から1325年にかけて報復した。リトアニアの年代記はゲディミナスは自身の代理としてオルシャンスキー家の出でミンダウガスの息子であるアルギマンタスを据えたと言及している。 アルギマンタスはテオドラスの異教名であるとの主張の幾つかの試みがあったがアルギマンタスはミハイルという洗礼名があったことにより取り下げた。
1331年に新たなノヴゴロド大司教となったヴァシーリー・カリカはヴォロディームィル＝ヴォルィーンシキーからノヴゴロドまで旅行した。途中、 ヴァシーリーはキエフ公テオドラス、タタールの徴税吏(ダルガチ)及び50人の男によって立ち止めされた。タタールの役人の存在から歴史家はキエフはリトアニアの支配下にあったが、タタールへの貢税の義務があったと導き出している。リトアニアがキエフを完全に支配下におくのは1362年の青水の勝利以降である。『グスティンスカ年代記』によれば戦の後にテオドラスはキエフ公の地位をアルギルダスの息子であるヴラディーミラスによって取って代わられた 。
長い間、学者はテオドラスは洗礼名からリューリク朝の者だと推測していた。しかしながら、1916年にロシアの歴史家であるミハイル・プリセルコヴはモスクワ府主教テオグノストゥスに属する財産のリストを発行した。 1331年に編集されたリストにはゲディミナスの弟であるテオドラスから与えられた銀のコップが列挙してあった。現代の歴史家はリストのテオドラスとキエフのテオドラスは同一人物であることに同意している。だが、テオドラス一族に関するその他の証拠は残っていない。